# Kanauji jezik
Kanauji jezik (ISO 639-3: bjj; bhakha, braj, braj kanauji, kannauji, dehati), indoarijski jezik iz centralne zone kojim govori oko 9 500 000 ljudi (2001 USCWM) u indijskoj državi Uttar Pradesh, u distriktima Kanpur, Farrukhabad, Etawah, Hardoi, Shahjahanpur, Pilibhit, Mainpuri i Auraiya.
Kanauji ima barem tri dijalekta, to su kanauji vlastiti, tirharski (tirhari i prijelazni. Prijelazni kanaujski je između kanaujskog i Awadhskog [awa]. Piše se devanagarijem. U upotrebi je i hindski.

## Vanjske poveznice
- Ethnologue (14th)
- Ethnologue (15th)